# فاغرة رأس الرجاء
فاغرة رأس الرجاء أو الخشب المزرر الصغير (الاسم العلمي: Zanthoxylum capense) (بالإنجليزية: Small Knobwood)‏ هي نوع من النباتات يتبع جنس الفاغرة من الفصيلة السذابية.